# Dunmuckrum Turloughs SAC
Dunmuckrum Turloughs SAC este o arie protejată (arie specială de conservare — SAC, sit de importanță comunitară — SCI) din Irlanda întinsă pe o suprafață de 33,47 ha, integral pe uscat.

## Localizare
Centrul sitului Dunmuckrum Turloughs SAC este situat la coordonatele 54°29′28″N 8°12′48″W / 54.491166°N 8.213287°V.

## Înființare
Situl Dunmuckrum Turloughs SAC a fost declarat sit de importanță comunitară în martie 2003 pentru a proteja un număr necunoscut de specii din flora spontană și fauna sălbatică aflate în arealul zonei. Situl a fost protejat și ca arie specială de conservare în decembrie 2022.

## Biodiversitate
Situată în ecoregiunea atlantică, aria protejată conține 1 habitat natural: Turlough.
La baza desemnării sitului se află un număr nedeclarat de specii protejate.